# SuperLiga Norteamericana 2009
La SuperLiga 2009 fue la tercera edición de la SuperLiga Norteamericana, torneo que se disputaba entre equipos de Estados Unidos y México, con el objetivo de definir al mejor equipo de Norteamérica. Esta edición fue ganada por el equipo mexicano de Tigres.

## Equipos participantes
Los 8 equipos participantes para esta edición son los siguientes:
| Grupo A      |  | Grupo B                                   |
| ------------ |  | ----------------------------------------- |
| Chicago Fire |  | New England Revolution (Campeón defensor) |
| Tigres       |  | Santos Laguna                             |
| Chivas USA   |  | Kansas City Wizards                       |
| San Luis     |  | Atlas                                     |

## Fase de grupos

### Grupo A
| Equipo       | PJ | PG | PE | PP | GF | GC | Dif. | Pts. |
| ------------ | -- | -- | -- | -- | -- | -- | ---- | ---- |
| Tigres       | 3  | 2  | 0  | 1  | 5  | 5  | 0    | 6    |
| Chicago Fire | 3  | 2  | 0  | 1  | 3  | 2  | 1    | 6    |
| San Luis     | 3  | 1  | 1  | 1  | 4  | 3  | +1   | 4    |
| Chivas USA   | 3  | 0  | 1  | 2  | 2  | 4  | -2   | 1    |

| 20 de junio de 2009, 20:00 | Chicago Fire | 1:0 (1:0) | San Luis | Toyota Park, Bridgeview, Illinois                                   |                                                                     |
|                            | McBride 57'  |           |          | Asistencia: 8.421 espectadores Árbitro(s): Silviu Petrescu (Canadá) | Asistencia: 8.421 espectadores Árbitro(s): Silviu Petrescu (Canadá) |

| 20 de junio de 2009, 22:00 | Chivas USA | 1:2 (0:1) | Tigres                  | The Home Depot Center, Carson, California                               |                                                                         |
|                            | Lahoud 55' |           | Pulido 11' · Dueñas 82' | Asistencia: 11.197 espectadores Árbitro(s): Walter Quesada (Costa Rica) | Asistencia: 11.197 espectadores Árbitro(s): Walter Quesada (Costa Rica) |

| 23 de junio de 2009, 20:00 | Chicago Fire | 1:0 (1:0) | Chivas USA | Toyota Park, Bridgeview, Illinois                                       |                                                                         |
|                            | Mapp 35'     |           |            | Asistencia: 9.126 espectadores Árbitro(s): Mark Geiger (Estados Unidos) | Asistencia: 9.126 espectadores Árbitro(s): Mark Geiger (Estados Unidos) |

| 23 de junio de 2009, 22:00 | San Luis                  | 3:1 (0:0) | Tigres     | Toyota Park, Bridgeview, Illinois                                    |                                                                      |
|                            | Luna 55' · Reyes 56', 76' |           | Garcia 74' | Asistencia: 9.126 espectadores Árbitro(s): Ricardo Areliano (México) | Asistencia: 9.126 espectadores Árbitro(s): Ricardo Areliano (México) |

| 27 de junio de 2009, 20:00 | Chicago Fire      | 1:2 (0:1) | Tigres          | Toyota Park, Bridgeview, Illinois                                 |                                                                   |
|                            | Blanco 85' (pen.) |           | Pulido 37', 61' | Asistencia: 9.157 espectadores Árbitro(s): Kevin Thomas (Jamaica) | Asistencia: 9.157 espectadores Árbitro(s): Kevin Thomas (Jamaica) |

| 27 de junio de 2009, 22:00 | Chivas USA | 1:1 (0:0) | San Luis          | The Home Depot Center, Carson, California                           |                                                                     |
|                            | Harris 89' |           | Moreno 54' (pen.) | Asistencia: 7.411 espectadores Árbitro(s): Luis de la Rosa (Panamá) | Asistencia: 7.411 espectadores Árbitro(s): Luis de la Rosa (Panamá) |

### Grupo B
| Equipo                 | PJ | PG | PE | PP | GF | GC | Dif. | Pts. |
| ---------------------- | -- | -- | -- | -- | -- | -- | ---- | ---- |
| New England Revolution | 3  | 2  | 1  | 0  | 6  | 3  | +3   | 7    |
| Santos Laguna          | 3  | 1  | 1  | 1  | 5  | 5  | 0    | 4    |
| Atlas                  | 3  | 0  | 2  | 1  | 0  | 1  | -1   | 2    |
| Kansas City Wizards    | 3  | 0  | 2  | 1  | 2  | 4  | -2   | 2    |

| 21 de junio de 2009, 16:30 | Kansas City Wizards | 0:0 | Atlas | Hermann Stadium, San Luis, Misuri                                     |  |
|                            |                     |     |       | Asistencia: 5.278 espectadores Árbitro(s): Joel Aguilar (El Salvador) |  |

| 21 de junio de 2009, 18:30 | New England Revolution                                | 4:2 (1:0) | Santos Laguna             | Gillette Stadium, Foxborough, Massachusetts                           |                                                                       |
|                            | Larentowicz 38' · Mansally 60' · Heaps 63' · Dube 82' |           | Vuoso 51' · Rodríguez 55' | Asistencia: 9.512 espectadores Árbitro(s): Cortney Campbell (Jamaica) | Asistencia: 9.512 espectadores Árbitro(s): Cortney Campbell (Jamaica) |

| 24 de junio de 2009, 19:00 | New England Revolution | 1:1 (1:0) | Kansas City Wizards | Gillette Stadium, Foxborough, Massachusetts                                |                                                                            |
|                            | Dube 45+1'             |           | Barnes 85' (a.g.)   | Asistencia: 5.378 espectadores Árbitro(s): Jorge González (Estados Unidos) | Asistencia: 5.378 espectadores Árbitro(s): Jorge González (Estados Unidos) |

| 24 de junio de 2009, 21:00 | Santos Laguna | 0:0 | Atlas | Gillette Stadium, Foxborough, Massachusetts                            |  |
|                            |               |     |       | Asistencia: 5.378 espectadores Árbitro(s): Erim Ramirez Ulloa (México) |  |

| 28 de junio de 2009, 16:00 | New England Revolution | 1:0 (1:0) | Atlas | Gillette Stadium, Foxborough, Massachusetts                                    |                                                                                |
|                            | Kenny Mansally 32'     |           |       | Asistencia: 7.411 espectadores Árbitro(s): Ricardo Cerdas Sánchez (Costa Rica) | Asistencia: 7.411 espectadores Árbitro(s): Ricardo Cerdas Sánchez (Costa Rica) |

| 28 de junio de 2009, 18:30 | Kansas City Wizards | 1:3 (0:0) | Santos Laguna                           | Community America Ballpark, Kansas City, Misuri                           |                                                                           |
|                            | López 79'           |           | Herrera 60' · Vuoso 73' · Rodríguez 90' | Asistencia: 10.385 espectadores Árbitro(s): José Gaspar Molina (Honduras) | Asistencia: 10.385 espectadores Árbitro(s): José Gaspar Molina (Honduras) |

## Fase final
|  | Semifinales            | Semifinales |       |  | Final        | Final |  |
|  |                        |             |       |  |              |       |  |
|  | 15 de julio            |             |       |  |              |       |  |
|  | New England Revolution | 1           |       |  |              |       |  |
|  | Chicago Fire           | 2           |       |  |              |       |  |
|  |                        |             |       |  |              |       |  |
|  |                        |             |       |  | 5 de agosto  |       |  |
|  |                        |             |       |  | Chicago Fire | 1 (4) |  |
|  |                        | Tigres      | 1 (5) |  |              |       |  |
|  |                        |             |       |  |              |       |  |
|  |                        |             |       |  |              |       |  |
|  |                        |             |       |  |              |       |  |
|  | 15 de julio            |             |       |  |              |       |  |
|  | Tigres                 | 3           |       |  |              |       |  |
|  | Santos Laguna          | 2           |       |  |              |       |  |

### Semifinales

#### New England Revolution-Chicago Fire
| 15 de julio de 2009, 19:00 | New England Revolution | 1:2 (1:1) | Chicago Fire             | Gillette Stadium, Foxboro, Massachusetts                              |                                                                       |
|                            | Jankauskas 44'         |           | McBride 34' · Blanco 63' | Asistencia: 7.215 espectadores Árbitro(s): Paul Ward (Estados Unidos) | Asistencia: 7.215 espectadores Árbitro(s): Paul Ward (Estados Unidos) |

#### Tigres-Santos Laguna
| 15 de julio de 2009, 21:00 | Tigres                                | 3:2 (2:1) | Santos Laguna               | Gillette Stadium, Foxboro, Massachusetts                          |                                                                   |
|                            | Molina 3' · Fonseca 19' · Batista 83' |           | Quintero 27' · Torres 90+1' | Asistencia: 7.215 espectadores Árbitro(s): Jamie Gardano (México) | Asistencia: 7.215 espectadores Árbitro(s): Jamie Gardano (México) |

### Final

#### Chicago Fire-Tigres
| 5 de agosto de 2009, 22:00 | Chicago Fire                             | 1:1 (1:0) (3:4 p.)         | Tigres                                         | Toyota Park, Bridgeview, Illinois                                              |                                                                                |
|                            | Nyarko 9'                                |                            | Batista 42'                                    | Asistencia: 20.000 espectadores Árbitro(s): Joel Antonio Aguilar (El Salvador) | Asistencia: 20.000 espectadores Árbitro(s): Joel Antonio Aguilar (El Salvador) |
|                            |                                          | Tiros desde el punto penal |                                                |                                                                                |                                                                                |
|                            | Blanco · Banner · Rolfe · Mapp · Woolard |                            | Fernández · Viniegra · Ayala · Pulido · Itamar |                                                                                |                                                                                |

| Campeón SuperLiga 2009 |
| ---------------------- |
| Bandera de México      |
| Tigres                 |
| 1° Título              |

## Goleadores
| Jugador              | Equipo                 | Goles |
| -------------------- | ---------------------- | ----- |
| Armando Pulido       | Tigres                 | 3     |
| Cuauhtémoc Blanco    | Chicago Fire           | 2     |
| Kheli Dube           | New England Revolution | 2     |
| Abdoulie Mansally    | New England Revolution | 2     |
| Brian McBride        | Chicago Fire           | 2     |
| José Rodolfo Reyes   | San Luis               | 2     |
| Juan Pablo Rodríguez | Santos Laguna          | 2     |
| Matías Vuoso         | Santos Laguna          | 2     |